# Wollaston (Northamptonshire)
Wollaston – wieś i civil parish w Anglii, w hrabstwie Northamptonshire, w dystrykcie (unitary authority) North Northamptonshire. Leży 17 km na wschód od miasta Northampton i 91 km na północny zachód od Londynu. W 2011 roku civil parish liczyła 3491 mieszkańców.